# Vodice pri Slivnici
Vodice pri Slivnici este o localitate din comuna Šentjur, Slovenia, cu o populație de 27 de locuitori.